# Ratpenat nasofoliat malai
El ratpenat nasofoliat malai (Hipposideros nequam) és una espècie de ratpenat de la família dels hiposidèrids. Viu a Malàisia. El seu hàbitat natural és desconegut. No hi ha cap amenaça coneguda significativa per a la supervivència d'aquesta espècie.